# Manama
Manama (em árabe: المنامة, lit. 'al-Manāma') é a capital e maior cidade do Barém, com uma população aproximada de 143 035 pessoas segundo censo de 2001. Há muito tempo um importante centro comercial no Golfo Pérsico, Manama é o lar de uma população muito diversificada. Após períodos de controle e invasões portuguesas e persas das dinastias governantes da Arábia Saudita e Omã, o Barém estabeleceu-se como uma nação independente da hegemonia britânica durante o século XIX.
Embora as atuais cidades gêmeas de Manama e Muarraque parecem ter sido fundadas simultaneamente em 1800, Muarraque tomou destaque devido à sua localização defensiva e foi, portanto, a capital do Barém até 1921. Manama se tornou a capital mercantil e foi a porta de entrada para a principal Ilha do Barém. No século XX, a riqueza petrolífera do Barém ajudou a estimular o crescimento rápido e, nos anos 90, um esforço conjunto de diversificação levou à expansão em outros setores e ajudou a transformar Manama em um importante centro financeiro no Oriente Médio. Manama foi designada como a Capital Árabe da Cultura para o ano de 2012 pela Liga Árabe.

## Etimologia
O nome da cidade deriva da palavra árabe المنامة (transliterada:al-manãma) que significa "o lugar de descanso" ou "o lugar dos sonhos".